# ジェントルマン資本主義
ジェントルマン資本主義（英: gentlemanly capitalism）はジェントルマンの資産の主要な形態が土地から証券類への比重が大きくなったことから、地主から証券保有者へと受け継がれた資産家としての経済活動を指す。
北部産業利害に対する南部金融サーヴィス利害の一貫した優位という観点からイギリスの近代を説明しようとする「ジェントルマン資本主義」論の中核を為す概念。1990年代にP.J.ケインとA・G・ホプキンズによって提唱され、議論の余地は残るものの、19世紀中葉に至るまでの産業資本家に対するジェントルマンの優越という主張は大筋で受け入れられており、現在ではホイッグ史観に代わる「正統史観」という評価を獲得している。

## 研究史
研究史的な位置付けとしては、ホブスンの指摘した帝国主義の非経済的側面と、政治的領域と経済的境界の不一致を指摘したロビンスン=ギャラハーの非公式帝国を発展させたものと言えるが、ロビンスン=ギャラハーが周辺にイギリス帝国拡大の要因を見出したのに対し、ケイン=ホプキンズはシティというイギリス帝国の中枢にその任を求めた。これはギャラハー以降、周辺研究の裾野が一気に拡大した反面、それらの研究を統合し総体的に説明する視座が欠如していた為でもある。ケイン=ホプキンズは、イギリス帝国の拡大は周辺の危機的状況に対処していった結果と理解するこれら周辺理論に対し、シティの利害を軸にイギリス政府当局によるより積極的な関与を指摘し、分散する周辺研究を再度中心側へと収拾しようとしている。その様な彼らの指向性に対し、しばしば(特にイギリス国外の研究者から)中心寄りが行き過ぎる、あるいは産業資本を軽視しすぎているという批判を受けている。

## ジェントルマンについて
ケイン=ホプキンズの論における「ジェントルマン」は一般に使われる定義とはやや異なっている。一般にイギリス史において「ジェントルマン」と言う場合、貴族とジェントリを併せた地主貴族層を中核としつつ医師・軍人など上層中流階級をも含んだ広い範囲を指す事が多い。しかし、ケイン=ホプキンズがジェントルマン資本主義という場合に想定するジェントルマンは、地主貴族にシティ金融・サーヴィス資本関係者を併せた部分であり、一般的な「ジェントルマン」よりも狭い、いわば19世紀後半以降における「中核」のみを指す事に注意が必要である。